# Llicència per matar (pel·lícula de 1989)
Llicència per matar (títol original en anglès Licence to Kill) és una pel·lícula britànica de thriller d'acció estrenada el 1989 i doblada al català. És el setzè lliurament corresponent a la saga de James Bond dirigida per John Glen, produïda per Albert R. Broccoli i Eon Productions i segona i última protagonitzada per Timothy Dalton com l'agent de l'MI6 James Bond.
En la pel·lícula, Bond és suspès de l'MI6 mentre ell persegueix el narcotraficant colombià Franz Sánchez, qui ha atacat al seu amic de la CIA Felix Leiter i assassinat a l'esposa de Felix durant la seva lluna de mel.
És la primera pel·lícula que no posseeix el títol d'alguna novel·la o història curta d'Ian Fleming, encara que part de la seva trama és basada en el conte curt L'estrany Hilebrand (The Hildebrand Rarity) del llibre Només pels teus ulls (For Your Eyes Only) i part de la novel·la Viu i deixa morir (Live and Let Die). A més a més, hi ha una premissa de sabotatge que rep influències de la pel·lícula Yojimbo d'Akira Kurosawa. Va ser originalment titulada Licence Revoked (Licencia revocada), el nom va ser canviat durant la postproducció a causa de les audiències de prova nord-americanes que associaven el terme amb la llicència de conduir.
Per raons pressupostàries, Llicència per matar es va convertir en la primera pel·lícula de James Bond rodada completament fora del Regne Unit: la fotografia principal va tenir lloc a Mèxic i els Estats Units, mentre que els interiors es van filmar a Estudios Churubusco en lloc de Pinewood Studios. La pel·lícula va guanyar més de 56 milions de dòlars a tot el món i va rebre crítiques generalment positives, amb elogis per les acrobàcies, però va atreure crítiques pel seu to més fosc, que va portar a la representació de Dalton de Bond.

## Argument
En la seqüència pre-crèdits, James Bond (Timothy Dalton) viatja a Florida per a presenciar les noces de Felix Leiter (David Hedison), agent de la CIA i de la DEA (Departament Antidroga), qui és el seu millor amic. De camí a la cerimònia, oficials de la DEA li diuen a Leiter que tenen una oportunitat excel·lent de capturar a Franz Sánchez (Robert Davi), criminal acusat de 396 assassinats i tsar de la droga, perquè aquest va entrar en jurisdicció de les illes Bahames, el govern de les quals autoritza la captura. Bond se suma a Leiter per a l'operatiu "només com a observador", i així es dirigeixen a una illa on Sánchez prèviament havia arribat per a matar a l'amant de la seva núvia Lupe Lamora (Talisa Soto) i colpejar-la a ella com a càstig. Durant l'operatiu, Sánchez intenta fugir en una avioneta, però Bond, des de l'helicòpter de la DEA i ajudat per Leiter enganxa l'avioneta a l'helicòpter, capturant-lo. Finalment, com encara estava esperant a l'Església la núvia de Leiter, aquest últim i Bond arriben en paracaigudes a les noces.
Sánchez suborna amb dos milions de dòlars a un agent de la DEA anomenat Ed Killifer (Everett McGill) i aconsegueix escapar ajudat pels seus sequaços en els Cayos de Florida quan era traslladat a la presó de Quantico. Durant la festa de les noces, Bond, sent el padrí dels nuvis, rep com a regal d'ells un encenedor amb una flama enorme. Tot seguit en la nit, el criminal assassina a Della (Priscilla Barnes), l'esposa de Felix, i a ell el llança a un tauró, on perd una cama. En assabentar-se Bond de la notícia que Sánchez va escapar quan prenia un avió a Istanbul en una missió, acudeix a veure a Felix i a Della. Només troba a Della violada i morta i a Felix greu. En portar al seu amic a l'hospital, els oficials de la DEA li indiquen que ells s'encarregarien de l'assumpte. Però un Bond ressentit i amb desig de venjança comença juntament amb el seu company Sharkey a investigar el que va succeir.
La primera pista va ser anar a un magatzem on tenien resguardats a rars espècimens de taurons, el propietari dels quals és un dels còmplices de Sánchez, Milton Krest (Anthony Zerbe), on Bond usant la seva façana d'Universal Exports demana veure l'establiment sense trobar res, pel fet que Krest ho manté allunyat. Posteriorment en la nit aquí en plena lluita contra diversos vigilants i després contra Killifer, l'oficial traïdor que va ser subornat, i amb ajuda de Sharkey, Bond el penja de la mateixa peixera on van llançar a Felix i aquest mor devorat per un tauró, deixant anar alhora llançant-li els diners amb el qual va ser subornat. James i Sharkey planegen anar després de Krest, però en el camí agents de l'MI6 porten a Bond a l'antiga casa d'Ernest Hemingway al fet que es reportés amb M (Robert Brown), qui molt enutjat li ordena a Bond que no es fiqui en l'assumpte per no ser un tema de l'MI6, però l'agent el desobeeix, per la qual cosa M es molesta i li exigeix que lliuri la seva llicència per a matar i la seva arma. Bond simula lliurar-se però acaba escapant amb la seva arma; i M sense remordiments, ho deixa anar en pau. A partir d'aquí inicia un viatge de venjança contra Sánchez.
En entrar al WaveKrest, iot de Milton Krest, Bond descobreix en el cabaret a Lupe, a qui havia vist a l'illa quan van capturar a Sánchez. La noia Lupe li demana que no es fiqui, però Bond ho rebutja. En descobrir que el seu amic Sharkey va ser capturat i mort, Bond es desespera i dona mort a l'assassí del seu amic i fuig en una avioneta que transportava tots els diners, fruit de la droga que traficaven. En escapar, Bond torna a la casa de Felix per a trobar alguna pista i obté un contacte amb una de les seves companyes de la DEA, Pam Bovier (Carei Lowell), amb qui es reuneix en un bar per a intercanviar informació. En aquests moments arriba un dels còmplices de Sánchez, Darío (Benicio del Toro), qui comença a provocar a la noia, Bond reacciona i acaba desencadenant-se una renyina en el bar.
Després d'escapar de les mans de Darío i els seus homes, Pam i Bond inicien un viatge cap a la fictícia ciutat d'Ithmus, on Franz Sánchez té el seu imperi. Mentrestant, en l'MI6, M reclama a Moneypenny (Caroline Bliss) sobre un reporti de 007, amb la finalitat de perdonar-ho. M, en estar conscient del que està ocorrent, decideix cridar al seu contacte en Ithmus per a portar a Bond. Espantada i angoixada, Moneypenny crida a Q (Desmond Llewelyn) per a demanar-li ajuda.
Mentrestant en Ithmus, Bond arriba al Banc dipositant els diners robats i vanament tracta de demanar-li a Pam no involucrar-se en l'assumpte. Després Bond li permet quedar-se posant com la seva secretària. Posteriorment, tots dos acudeixen al casino de Sánchez i Bond comença a gastar i guanyar tot els seus diners en apostes. En assabentar-se del que succeïa, Sánchez ordena a un dels seus sicaris al fet que ho porti enfront d'ell en persona. A partir d'allí comença a emportar-se molt bé amb Bond sense saber que ell és amic de Leiter i argumentant-li ser exagent britànic i assassí a sou.
En tornar a l'hotel, Bond rep la inesperada visita de Q, qui ve a ajudar-lo en la seva venjança, proporcionant-li armes; despertador bomba, explosiu plàstic ciclonita amagat en dentifrici, cambra làser, detonador amagat en paquet de cigarrets i una cambra rifle. Bond li agraeix i li demana no intervenir. En preparar el seu atac contra el NarcoZar usant la ciclonita, el detonador (per a destruir la finestra blindada de la seva oficina) i la cambra rifle, agents del servei secret japonès liderats per Kwang (Cary-Hiroyuki Tagawa) (que s'havia infiltrat com a narcotraficant xinès) i Fallon (Christopher Neame), corrupte agent britànic que havia de portar a Bond de tornada a Londres, ataquen a James i ho rapten en un celler, però allí és rescatat per Sánchez i el seu cap de seguretat el Coronel Heller (Don Stroud), Sánchez ho porta a la seva luxosa mansió i li dona hostalatge. Kwang se suïcida i Fallon i els dos agents que acompanyaven a Kwang són assassinats.
Bond rep diverses atencions per part de Sánchez a la seva casa i li adverteix d'algú que havia tractat de matar-ho, motiu de l'interrogatori de Kwang (sense dir-li que havia estat el mateix Bond autor de l'atemptat) i després aconsegueix fugir ajudat per Lupe. En tornar a l'hotel on es trobaven Q i Pam, Bond entra enfurit i llança a la dama al llit. Aquest sense voler sentir raons, es disposa a matar-la, ja que la va veure amb Heller i altres dolents en l'oficina. Ella li explica que va anar a obtenir una mica d'informació; el govern americà li garantia al Coronel Heller immunitat i amnistia si lliurava a les autoritats míssils comprats per Sánchez per a derrocar avions de la DEA si ho tornaven a intentar arrestar. En donar-li una oportunitat més, Q i Pam prenen un pot per a ajudar James a retornar part dels diners que li robo a Krest. Bond i Pam s'infiltren en el iot de Krest, una vegada aquí just després que llancessin tots els diners a la cambra de pressió, els còmplices de Sánchez el troben i l'informen el seu cap que els diners el tenia ocult en aquesta cambra mentre que Krest li comptava a Sánchez el succeït quan Bond secretament es va infiltrar en el vaixell. Enutjat, Sánchez llança a Krest a la cambra i acaba matant-ho amb una sobtada descompressió. Després d'assassinar al seu soci, Sánchez torna a la mansió amb Bond, l'obsequia una quantitat de diners per la seva lleialtat i li demana acompanyar-ho a una fàbrica de cocaïna, amagada sota un temple Tolteca, Tula, Hidalgo. Lupe, preocupada per Bond, passa la nit amb ell i l'endemà li demana a Pam i a Q ajudar-ho ja que Sánchez encara ho posa a prova, Pam gelós dubte a ajudar-ho però Q la convenç de fer-ho.
Pam presa una avioneta per a reunir-se amb Bond en el lloc, mentre que a la fàbrica, Bond provoca un incendi en el laboratori en llançar un encenedor a la droga després que Darío el mirava amb sospita. Darío reconeix a Bond ràpidament, i Sánchez li ordena als seus pinxos al fet que ho col·loquin sobre una trituradora usada per a amagar la droga en camions cisterna. La fàbrica estava per col·lapsar, Sánchez escapa juntament amb els seus socis i deixa només a Darío al fet que s'encarregui d'eliminar a Bond, qui s'aconsegueix subjectar d'un ganxo amb la soga lligada en les seves nines encara que guanyant temps dient-li a Sánchez sobre la traïció d'Heller amb els míssils i el suposat robatori de diners per part del seu comptador Truman-Lodge (Anthony Starke), just quan Darío estava per tallar la soga, Pam arriba i dispara al delinqüent, Bond aconsegueix escapolir-se i subjecta el peu de Darío i el fa caure a la trituradora, morint-se en el seu lloc. Bond i Pam intenten fugir, i en el seu camí troben el cos d'Heller mort empalat en una màquina.
Sánchez escapa en un cotxe al costat de dos camions cisterna que transportaven combustible amb cocaïna camuflada en aquest. Però això no era impossible per a Bond, ja que amb ajuda de Pam consegueix agafar-los en l'avioneta i presa un dels camions. Durant el curs d'una persecució a través del desert, els homes de Sánchez intenten eliminar-lo en el camí, però tots són vençuts per l'astúcia de Bond i alhora destrueix un dels carregaments de droga. Truman-Lodge, comptador dels diners de Sánchez, li reclama els carregaments destruïts i Sánchez perdent la paciència el mata. Sánchez ataca a Bond amb un matxet a bord del camió cisterna fins i tot sense destruir, que perd el control i s'estavella en un costat d'un pujol. Tots dos xopats pel combustible d'aquest, Sánchez intenta matar a Bond amb el seu matxet. Però Bond, amb les seves últimes forces, treu l'encenedor que Felix i Della li van obsequiar durant les noces i amb ell encén a Sánchez i corre el més lluny que va poder arribar per a evitar ser aconseguit per les flames. Finalment, Sánchez mor en l'explosió.
Una vegada acabat tot, Bond parla amb Felix per telèfon, qui es trobava recuperat després d'aquella tragèdia. Bond s'alegra que el seu amic es trobés fos de perill i est li diu que M li està oferint el seu treball de tornada. Lupe està molt agraïda amb James, mentre ella besava a Bond en la festa, Pam es retira molt decebuda i trista. Però en veure que encara es trobava en la mansió, Bond es disculpa amb Lupe ja que el no se sentia atret a ella i li diu que ella i el president feien una feliç parella, i després cau a la piscina per a estar al costat de Pam. Pam s'emociona i cau a la piscina també, Lupe, el president López i Q deixen solos als dos passar un moment romàntic.

## Repartiment
- Timothy Dalton: James Bond
- Robert Davi: Franz Sanchez
- Carey Lowell: Pam Bouvier
- Talisa Soto: Lupe Lamora
- Anthony Zerbe: Milton Krest
- Frank McRae: Sharkey
- David Hedison: Felix Leiter
- Wayne Newton: Professor Joe Butcher
- Benicio Del Toro: Dario
- Anthony Starke: Truman Lodge
- Everett McGill: Ed Killifer
- Desmond Llewelyn: Q
- Pedro Armendariz Jr.: el President Hector Lopez
- Robert Brown: M
- Priscilla Barnes: Della Churchill
- Don Stroud: Heller
- Caroline Bliss: Miss Moneypenny
- Cary-Hiroyuki Tagawa: Kwang
- Grand L. Bush: Hawkins
- Alejandro Bracho: Perez
- Guy De Saint Cyr: Braun
- Rafer Johnson: Mullens
- Diana Lee-Hsu: Loti
- Christopher Neame: Fallon
- Jeannine Bisignano: Noia que fa striptease
- Claudio Brook: Montelongo
- Cynthia Fallon: Consuelo
- Enrique Novi: Rasmussen
- Osami Kawawo: Oriental
- George Belanger: Metge
- Roger Cudney: Capità del Wavekrest
- Honorato Magaloni: Cap químic
- Jorge Russek: Pit Boss
- Sergio Colona: Liftier
- Stuart Kwan: Ninja
- Jose Abdala: Conductor del tanc
- Teresa Blake: Controladora dels tickets
- Samuel Benjamin Lancaster: Oncle de Della
- Juan Peleaz: Manager del casino
- Mark Kelty: Operador de ràdio dels guardacostes
- Umberto Elizondo: Ajudant del gerent de l'hotel
- Fidel Carriga: Xofer de Sanchez
- Edna Bollen: Servidor de Barrelhead
- Jeff Moldovan: Guarda
- Carl Ciarfalio: Guarda
- Bob Martinez: Oficial de duanes

## Producció
Raons pressupostàries van fer de Llicència per a matar la primera pel·lícula Bond a no ser filmada al Regne Unit, amb llocs de filmació a Mèxic i Florida. És també l'última pel·lícula Bond per als actors Robert Brown (com M) i Caroline Bliss (com Moneypenny), el guionista Richard Maibaum, el dissenyador de títols Maurice Binder, l'editor John Grover, el cinematògraf Alec Mills, el director i exeditor de pel·lícules Bond John Glen i el productor Albert R. Broccoli, encara que més tard actuaria com a productor de consultoria per a GoldenEye abans de la seva mort.
En un principi el film es titularia Llicència Revocada, però en un últim canvi es va decidir anomenar-la Llicència per a matar, mentre que la fotografia submarina d'aquesta pel·lícula va ser a càrrec del cineasta i bussejador mexicà Ramón Bravo.
Després del llançament de Llicència per a matar, disputes legals sobre el control de la sèrie i el personatge de James Bond van resultar en una demora de sis anys en la producció de la pròxima pel·lícula Bond que va resultar en Dalton prenent la decisió de no tornar.

## Al voltant de la pel·lícula
- La història s'inspira en part en la novel·la Viu i deixa morir  en la que Felix Leiter es fa enganxat en una trampa en un magatzem i li falta poc de morir devorat per dels taurons; James Bond el venjarà alguns dies abans d'anar a enfrontar-se a Mr. Big a l'illa de Sorpresa.
- El personatge de Felix Leiter ha estat interpretat per set actors diferents a les pel·lícules d'EON. Però només David Hedison ha fet el paper del millor amic de 007 a dues pel·lícules:  Viu i deixa morir  (1973) i  Llicència per matar . La seva mutilació per un tauró, punt de sortida del guió de Llicència per matar, figurava al principi a la novel·la  Taurons i serveis secrets  d'Ian Fleming de la qual ha estat adaptada Viu i deixa morir .
- El títol original de la pel·lícula era Permís Revoked  (que podria ser traduït per  Permis revocat ). Va ser canviat per Licència per matar , més fàcilment comprensible.
- El nom de la principal noia Bond, Pam Bouvier, fa referència al nom de soltera de Jackie Kennedy, que es deia Jackie Bouvier abans del seu matrimoni.
- Es tracta del primer i únic James Bond que ha estat prohibit als menors de 12 anys a França i als Estats Units, ja que el nivell de violència és més elevat que en els altres episodis. S'hi pot veure un home devorat per un tauró, un altre molt, una dona nua fuetejada, còmplices decapitats, un cap que s'infla i que acaba per explotar, i fins i tot una torxa humana.
- El rodatge va tenir lloc del 19 de juliol al 18 de novembre de 1988. Va costar aproximadament 32 milions de dòlars.
- Les escenes americanes han estat rodades a Miami i als Cayos de Florida. Les escenes d'Isthmus City han estat rodades a Ciutat de Mèxic i a Acapulco a Mèxic. Les escenes submarines s'han desenvolupat a Cancun, a l'altura de la península del Yucatan.

## Recepció
La pel·lícula va comptar amb un pressupost de 42 milions de dòlars i va guanyar més de $156 milions a tot el món. Va gaudir d'una recepció crítica generalment positiva, amb molts elogis per a les escenes d'acció, però amb algunes crítiques sobre la interpretació de Dalton com Bond i el fet que la pel·lícula era significativament més fosca i violenta que les seves predecessores. Així i tot, en aquest film, segons els crítics, Timothy Dalton interpreta a un Bond que s'assembla al que interpreta Daniel Craig.